# Mitheithel
El Mitheitel es un río ficticio perteneciente al legendarium del escritor británico J. R. R. Tolkien y que aparece en su novela El Señor de los Anillos. Se encuentra al norte de Rivendel, al noreste de la Comarca. Los Elfos lo llaman Mitheithel, del Sindarin Mith, raíz MITH; “gris” y eithel “fuente”; raíces ET “fuera” y KEL “ir, correr”. 
En Lengua Común se lo conoce como Fontegris y nace en los páramos helados del norte de las Montañas Nubladas en la región conocida como las Landas de Etten, El Páramo de los Trolls. Vuelca sus aguas hacia el suroeste cruzando todo el territorio del antiguo reino de Rhudaur en donde, a la altura de la región de Acebeda se une con el Bruinen, formando la región que llaman “El Ángulo”. A la altura de Tharbad se une con el río Glanduin para formar el río Agua Gris.
Es un río profundo y muy caudaloso, tanto que al viajar por el Camino del Este-oeste, hacia las Montañas Nubladas, se debe cruzar a través del Puente Último. 

## El puente de Mitheithel
El viejo puente de piedra con tres arcos a cada lado, que cruzaba el Camino del Este-Oeste sobre el río Mitheithel. Cruza el río por un valle que está en la misma línea que el Bosque de los Trolls, hacia el este; en el cual Bilbo Bolsón y la Compañía de Thorin encontraron un trío de trolls. De hecho, hay una referencia sobre un puente de piedra antiguo en el capítulo 2 de El hobbit que se parece ser una indicación sobre ese puente. 
No hay datos anteriores sobre él, pero muy probablemente, fue construido por los Dúnedain de Arnor, o quizás por habitantes del reino de Rhudaur, dentro de cuyos límites está.No había otros medios de cruzar el río en centenares de millas al norte, así que el puente tenía gran valor estratégico. 
En la Guerra del Anillo, tres Jinetes Negros intentaron cortarle el paso a Aragorn y a los cuatro hobbits en su viaje a Rivendel. Pero la acción de Glorfindel, que los buscaba, evitó ese encuentro. El Elfo dejó como señal de su paso por allí, un berilio verde, sobre un costado del puente; para que la compañía supiera que los estaban buscando desde Rivendel. Y Por allí cruzaron Aragorn y los cuatro Hobbits en su camino a Rivendel y huyendo de los Jinetes Negros, con Frodo Bolsón malherido. Y allí Aragorn encontró la señal de Glorfindel. 
- Datos: Q3423804